# Sante Geronimo Caserio

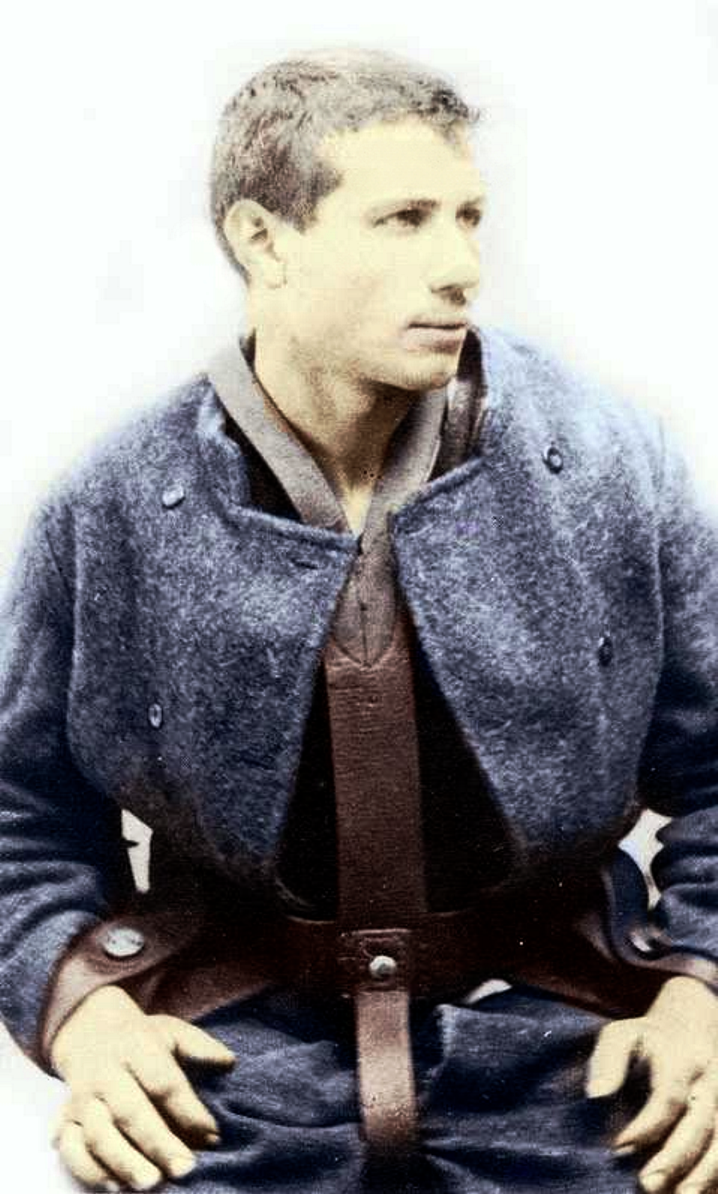
Sante Caserio (Polizeifoto)

Sante Geronimo Caserio (der erste Vorname kann sowohl Santo als auch Sante, der zweite Vorname auch Jeronimo, Ironimo oder Heironymus geschrieben werden) (* 8. September 1873 in Motta Visconti in der Lombardei; † 16. August 1894 in Lyon) war ein italienischer Bäcker und Anarchist, der durch sein Attentat auf den französischen Präsidenten Marie François Sadi Carnot bekannt wurde.

## Leben
Caserio wurde in einer Bauernfamilie geboren. Er hatte viele Brüder und Schwestern, sein Vater starb in einer Irrenanstalt an Pellagra, einer Mangelernährungskrankheit. Er wollte nicht von seiner geliebten Mutter abhängig sein und verließ im Alter von zehn Jahren sein Zuhause, um nach Mailand zu gehen. Dort fand er Arbeit als Bäckerlehrling. Er kam in Kontakt mit anarchistischen Kreisen des späten neunzehnten Jahrhunderts und gründete selbst eine kleine anarchistische Gruppe namens a pé (Zu Fuß, übertragen ohne Geld). Pietro Gori erinnerte sich an ihn als einen sehr großzügigen Freund und daran, ihn vor dem Arbeitsamt gesehen zu haben, wo er Brot an die Arbeitslosen verteilte und anarchistische Flugblätter, die er mit seinem mageren Gehalt hatte drucken lassen. Er wurde bei einer Demonstration identifiziert und wegen des Verbreitens anarchistischer Schriften gemeinsam mit 200 weiteren Aktivisten in einer öffentlichen Verhandlung zu acht Monaten Haft verurteilt, weswegen er zunächst nach Lugano floh und anschließend nach Wien zog. In beiden Orten arbeitete er als Bäcker. Am 21. Juli 1893 traf er in Lyon ein, wo er kurz als Lastenträger arbeitete, und zog dann nach Sète, wo er wieder als Bäcker arbeitete und seine Idee einer „großen Tat“ reifte.

## Attentat und Hinrichtung

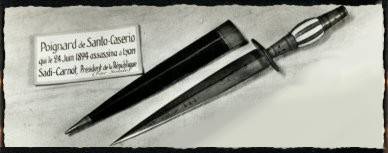
Caserios Dolch

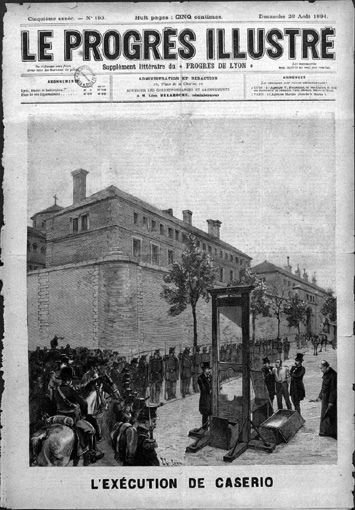
Zeitgenössische Illustration von Caserios Hinrichtung

Caserio war ein Vertreter der Propaganda der Tat und erstach am 24. Juni 1894 Präsident Carnot nach einem Festakt, auch um Auguste Vaillant und Émile Henry zu rächen. Im Prozess schilderte er den Vorgang detailliert mit den Worten:

„Ich hörte die Marseillaise und die Rufe ‚Lang lebe Carnot!‘. Ich sah die Kavallerie heranreiten. Ich verstand, dass der Moment gekommen war, und hielt mich bereit. Beim Anblick des Präsidentenwagens zog ich meinen Dolch und warf meinen Mantel weg. Dann, als seine Kutsche in meiner Nähe vorüberfuhr, sprang ich auf den Tritt, zog mich mit der Linken am Wagen empor und vergrub meinen Dolch in der Brust des Präsidenten.“

Caserio versuchte nicht zu fliehen, sondern lief nach der Tat jubelnd um den Wagen des Sterbenden und rief: „Vive l'anarchie!“ Während des Prozesses bereute er nicht, erbat keine Milde und schlug auch das Angebot aus, auf Geisteskrankheit zu plädieren. Stattdessen äußerte er sich politisch und sagte:

„Nun, wenn die Regierungen die Waffen und die Ketten gegen uns verwenden, und die Gefängnisse, müssen wir Anarchisten dann unser Leben verteidigen, um eingesperrt zu bleiben? Nein. Stattdessen reagieren wir auf die Regierungen mit Dynamit, mit der Bombe, mit dem Stift und mit dem Dolch. Kurz gesagt, wir müssen unser Möglichstes tun, um die Bourgeoisie und die Regierungen zu zerstören. Sie, die sie die Vertreter der bürgerlichen Gesellschaft sind – wenn Sie meinen Kopf wollen, nehmen Sie ihn.“

Der Gnadenrat entschied entgegen allen Appellen zur Milde am 14. August auf Tod durch die Guillotine und Caserio wurde am 16. August 1894 im Gefängnis Saint-Paul von Louis Deibler hingerichtet. Angesichts des Fallbeils rief er laut: „Coraggio cugini — evviva l’ anarchia!“ (Mut, meine Vettern, lang lebe die Anarchie!) Infolge der Tat wurden die vom französischen Parlament erlassenen Lois scélérates verschärft.